# Benkovski, Varna
Benkovski (în bulgară Бенковски) este un sat în comuna Avren, regiunea Varna,  Bulgaria. 

## Demografie
Componența etnică a satului Benkovski
     Bulgari (45,59%)
     Romi (8,44%)
     Turci (43,15%)
     Nicio identificare (0,75%)
     Altele (2,06%)
La recensământul din 2011, populația satului Benkovski era de 533 locuitori. Nu există o etnie majoritară, locuitorii fiind bulgari (45,59%), turci (43,15%) și romi (8,44%). Pentru 0,75% din locuitori nu este cunoscută apartenența etnică.